# Majed Abdullah
Majed Ahmed Abdullah Al-Mohammed (arabiska: ماجد احمد عبد الله), född 1 november 1959 i Jidda, är en saudisk före detta fotbollsspelare. Abdullah spelade hela karriären i Al-Nassr där han vann Saudi Professional League fem gånger. Han blev utsedd till Asiens bästa fotbollsspelare vid tre tillfällen och vann skytteligan i Saudiarabien sex gånger.
För Saudiarabiens landslag gjorde Abdullah 116 landskamper och 71 mål, vilket gör honom med marginal till Saudiarabiens bästa målskytt genom tiderna. Han deltog i VM 1994 och vann dessutom Asiatiska mästerskapet två gånger.

## Meriter
Al-Nassr
- Saudi Professional League: 1980, 1981, 1989, 1994, 1995
- Saudi King Cup: 1981, 1986, 1987, 1990
- Asiatiska cupvinnarcupen: 1998

Saudiarabien
- Asiatiska mästerskapet
  - Guld: 1984, 1988
- Asiatiska spelen
  - Silver: 1986
- Arabiska mästerskapet
  - Silver: 1992